# Ferris, Texas
Ferris là một thành phố thuộc quận Ellis, tiểu bang Texas, Hoa Kỳ. Năm 2010, dân số của xã này là 2436 người.

## Dân số
- Dân số năm 2000: 2175 người.
- Dân số năm 2010: 2436 người.